# Яп де Хоп Схефер
Яп де Хоп Схефер (Jaap de Hoop Scheffer) е нидерландски политик (партиен лидер, депутат), дипломат, министър на външните работи на Нидерландия (2002 – 2003), 11-и генерален секретар на НАТО.

## Биография
Роден е в Амстердам на 3 април 1948 г. Завършва Юридическия факултет на Лайденския университет (1974), след което отбива редовната си военна служба в Нидерландските въоръжени сили като пилот на военни товарни самолети.
Постъпва като стажант (1975) и работи в Министерството на външните работи от 1976 до 1986 г. През първите 2 г. е в нидерландското посолство в Гана. След това е в постоянното представителство на Нидерландия при НАТО в Брюксел до 1980 г. Личен секретар на външния министър (1980 – 1986).
От 1986 до 2002 г. е депутат в парламента от партията Християнско-демократически призив (Christen Democratisch Appèl), като оглавява парламентарната комисия по международни работи през 1992 – 1997 и 2001 – 2002 г. В партийната йерархия се издига до заместник-лидер (1995 – 1997) и лидер на ХДП (1997 – 2001).
Министър на външните работи на Нидерландия от 22 юли 2002 до 3 декември 2003 г., по съвместителство е председател на Организацията за сигурност и сътрудничество в Европа (2003).
Става 11-ият генерален секретар на НАТО на 5 януари 2004 г., след като наследява Джордж Робъртсън, заемал тази длъжност от 1999 до 2003 г.
Яп де Хоп Схефер владее родния си нидерландски, както и английски, немски и френски език. Доктор хонорис кауза на Бургаския свободен университет (с протокол от 14.03.2008).
Женен е, има 2 дъщери. В свободното си време бяга и играе тенис и скуош. Обича да пее, да чете нидерландска, френска и английска литература, както и да гледа френски филми.